# Graptemys versa
Graptemys versa är en sköldpaddsart som beskrevs av  Leonhard Hess Stejneger 1925. Graptemys versa ingår i släktet Graptemys och familjen kärrsköldpaddor. IUCN kategoriserar arten globalt som livskraftig. Inga underarter finns listade i Catalogue of Life.
De största honor har en 21,4 cm lång sköld och hos de största hannar är skölden 11,5 cm lång.
Arten förekommer i centrala Texas i USA vid Coloradofloden och i andra delar av flodens avrinningsområde. Den vistas i dessa delar av floden som har en rik vattenvegetation. Dessutom besöks korvsjöar och andra insjöar.
Olika insekter, andra ryggradslösa djur och troligen några växtdelar utgör födan åt hannar och ungdjur. Honor åt tidigare olika blötdjur. Efter att asiatiska musslor av släktet Corbicula introducerades blev dessa den främsta födan för honor. Under fyra tillfällen per år lägger honan 4 till 9 ägg. Nyfödda hannar blir efter två till tre år könsmogna. Honor behöver bli sju år gamla eller äldre innan de kan fortplanta sig. De har vid denna tidpunkt en 13 cm lång sköld.